# Microberlinia
Microberlinia ist eine Pflanzengattung in der Unterfamilie der Johannisbrotgewächse (Caesalpinioideae) innerhalb der Familie der Hülsenfrüchtler (Fabaceae). Die nur zwei Arten sind im tropischen westlichen Zentralafrika verbreitet. Die beiden Arten liefern tropisches Edelholz, das unter den Namen Zebrano oder Zingana gehandelt wird.

## Beschreibung
Microberlinia-Arten wachsen als Bäume, die Wuchshöhen von bis zu 40–45 Metern erreichen. Der Stammdurchmesser erreicht 75–150 Zentimeter. Am Stamm können Brettwurzeln vorhanden sein.
Die paarig gefiederten Laubblätter, mit sitzenden und dicklichen, ledrigen Blättchen, sind wechselständig angeordnet. Die Nebenblätter sind anfallend.
Es werden end- oder achselständige Trauben mit rötlicher und feinhaariger Rhachis gebildet, die Tragblätter sind abfallend. Die zygomorphen, kurz gestielten und fünfzähligen Blüten mit doppelter Blütenhülle sind zwittrig. Sie sind weiß und von 2 großen Deckblättern unterlegt. Es sind 10 Staubblätter vorhanden, wobei eins frei ist und 9 verwachsen. Der mehr oder weniger gestielte Fruchtknoten ist oberständig.
Es werden bis 18 Zentimeter lange, bespitzte, geschnäbelte Hülsenfrüchte gebildet, die 3–6 Samen enthalten. Die flachen Samen sind schwärzlich.

## Systematik und Verbreitung
Die Gattung Microberlinia wurde 1946 durch Auguste Jean Baptiste Chevalier in Revue International de Botanique Appliquée et d'Agriculture Tropicale, Band 26, Seite 588 aufgestellt. Der Gattungsname Microberlinia setzt sich zusammen aus micro für klein und Berlinia, einer nahverwandten und ähnlich aussehenden Gattung mit größeren Laubblättern.
Die Gattung Microberlinia gehört zur Tribus Detarieae in der Unterfamilie der Caesalpinioideae innerhalb der Familie der Fabaceae. Die Stellung von Microberlinia innerhalb der afrikanischen Macrolobieae-Klade war 2001 ungeklärt.
Die beiden Microberlinia-Arten wachsen in den tropischen Regenwäldern Zentralafrikas, davon kommt eine nur in Kamerun und die andere kommt in Gabun und in der Republik Kongo vor.
Die Gattung Microberlinia enthält nur 2 Arten:
- Microberlinia bisulcata A.Chev.: Sie kommt in Kamerun nur im südwestlichen Teil und rund um den Mt. Cameroon vor. Sie gedeiht im Tieflandregenwald, meist auf sandigen Böden in der Ebene. Sie wurde 2000 in die Rote Liste gefährdeter Arten der IUCN als „Critically Endangered“ = „vom Aussterben bedroht“ bewertet; es ist ein aktuelles Monitoring erforderlich.[6][2][5]
- Microberlinia brazzavillensis A.Chev.: Sie kommt in Gabun und in angrenzenden Gebieten der Republik Kongo vor. Das Vorkommen in Kamerun gilt als unsicher. Sie gedeiht in Küstenwäldern. Die Standorte sind klein und die einzelnen Exemplare sind oft weit voneinander entfernt mit weniger als einem Exemplar pro km². Sie wurde 1998 in die Rote Liste gefährdeter Arten der IUCN als „Vulnerable“ = „gefährdet bewertet“; es ist ein aktuelles Monitoring erforderlich.[6][2][5]

## Nutzung

### Holzeigenschaften
Das Holz ist gelblichweiß mit tiefbraunen Adern gestreift („Zebraholz“) und grauem Splint. Es ist ziemlich hart, dicht und spröde und hat einen unangenehmen Eigengeruch. Es besitzt den für manche Tropenhölzer typischen Wechseldrehwuchs.

### Verwendung

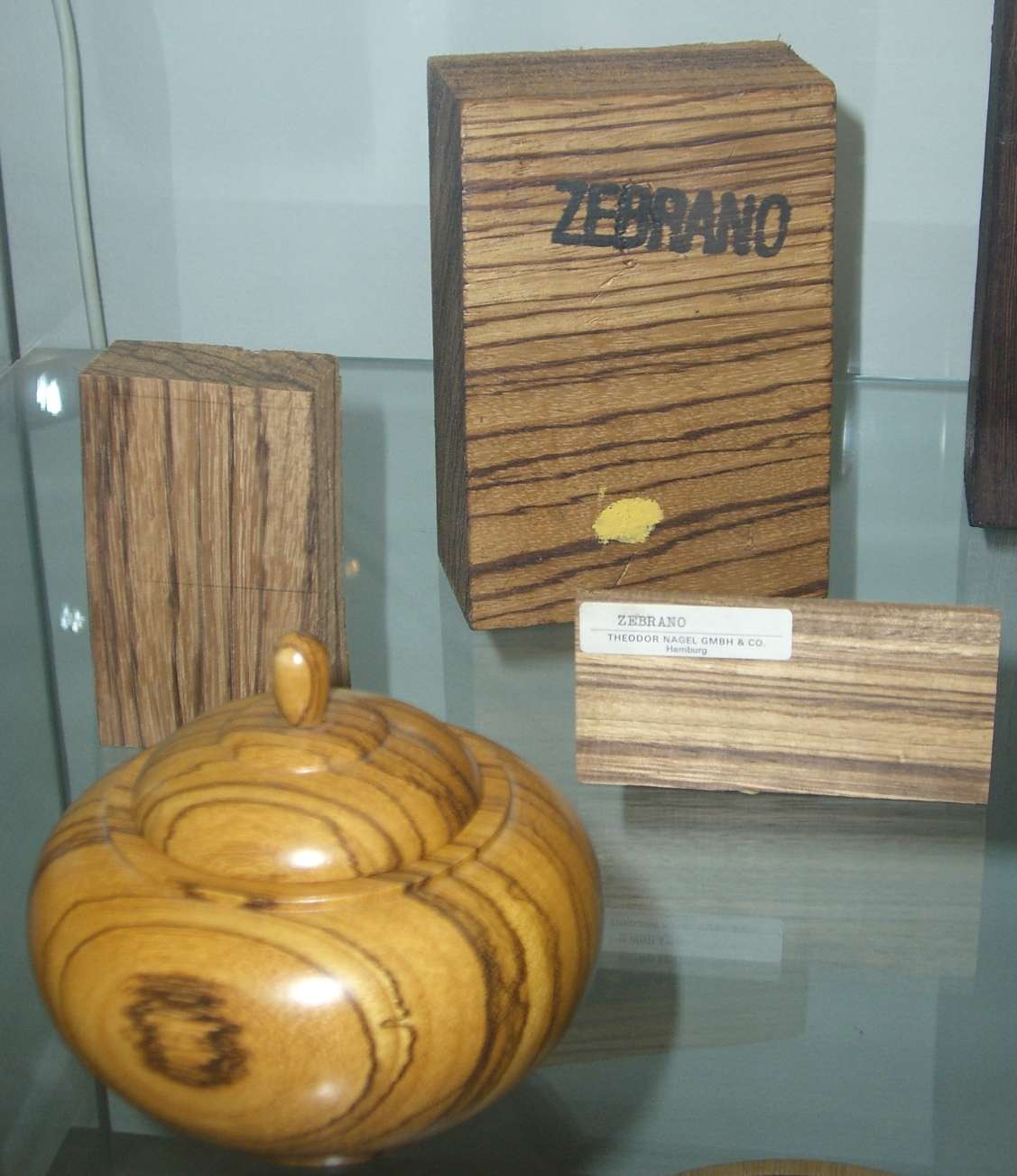
Zebrano

Das Zebrano-Holz wird für den Bau von Gitarren-Böden- und Zargen verwendet sowie als Furnier in der Innenausstattung von Luxus-Automobilen.
Auch im hochwertigen Möbelbau wird Zebranoholz als Furnier und auch in Massivbauweise eingesetzt.
Es eignet sich besonders für die Gestaltung von Massivholz-Tischen und zum Bau kleiner Wohnobjekte.
Das außergewöhnliche Muster des Holzes führte zu seiner großen Beliebtheit. Doch die große Nachfrage nach diesem tropischen Holz ist auch die größte Gefahr für die beiden Microberlinia-Arten. Die beiden Microberlinia-Arten sind nicht gemäß CITES-Regeln geschützt.